# Vọng Đô
Vọng Đô (chữ Hán giản thể: 望都县, âm Hán Việt: Vọng Đô huyện) là một huyện thuộc địa cấp thị Bảo Định, tỉnh Hà Bắc, Cộng hòa Nhân dân Trung Hoa. Huyện này có diện tích 357 ki-lô-mét vuông, dân số 260.000 người. Mã số bưu chính của Vọng Đô là 072450. Chính quyền huyện đóng ở trấn Vọng Đô. Về mặt hành chính, huyện Vọng Đô được chia thành 1 trấn, 7 hương. 
- Trấn: Vọng Đô.
- Hương: Tự Trang, Hắc Bảo, Cố Điếm, Cao Lĩnh, Trung Hàn Trang, Triệu Trang, Cổ Thôn.